# Caribbean Bay
Caribbean Bay là một công viên nước trong nhà/ngoài trời ở Yongin, Hàn Quốc. Khai trương vào năm 1996, nó là công viên nước trong nhà / ngoài trời lớn nhất trên thế giới, công viên có tổng diện tích khoảng 142.321.000 yard vuông hay 119 km2.
Caribbean Bay khu tái tạo một vịnh tiêu biểu trong vùng biển Caribe. Caribbean Bay là một phần của công viên Everland, có vị trí tiếp giáp với công viên chủ đề Everland, nhưng đòi hỏi một khoản lệ phí vào cửa riêng.
Với việc khai trương khu vực mới nhất trong năm 2008, "Khu sông hoang dã", Caribbean Bay mở rộng khả năng của mình lên 30%. Công viên bao gồm một hồ bơi sóng, sông lười dài nhất của thế giới, một bể cát, một hồ bơi lội cho trẻ nhỏ, nhiều nước slide, và một phòng tắm hơi muối.
Caribbean Bay đã nhận được "Giải công viên nước cần phải đến thăm" từ Hiệp hội quốc tế của Khu giải trí Danh lam thắng cảnh.